# Claude Charles
Claude Charles, nacido en 1661 en Nancy, donde murió en 1747, es un pintor y heraldo de armas de Lorena. Está vinculado a la escuela francesa del siglo XVIII.

## Biografía
Claude Charles nació el 6 de enero de 1661 en Nancy, hijo de Jean Charles, abogado y notario en Nancy. Primero fue alumno, en Épinal, de Jean-George Gérard (1642-1690), pintor de Lorena, que destacó pintando Vírgenes según Dom Calmet. Con sólo 16 años se fue a Roma, donde pasó nueve años con los pintores Giovanni Maria Morandi y Carlo Maratta. Más adelante, se codeó con otros artistas durante una breve estancia en París, donde copió a Poussin en la galería de Fréart Chantelou. Regresó a Nancy, hacia 1688, para casarse con Anne Racle, el 10 de septiembre de 1690, hija de una familia de orfebres y grabadores.
Se convirtió en pintor ordinario del duque Leopoldo de Lorena y su heraldo de armas en 1703. A partir de 1702, fue el primer director de la Real Academia de Pintura y Escultura de Nancy.
Murió en Nancy el 4 de junio de 1747. Recibió sepultura en el cementerio de Saint-Roch y finalmente sus cenizas fueron llevadas a la basílica de Saint-Nicolas-de-Port.

## Alumnos
Según Dom Calmet, entre sus muchos alumnos se encontraron: 
- Jean Joseph Chamant,
- Durand,
- Jean-Charles François, se convirtió en grabador,
- Jean Girardet (1709-1778),
- Claude Jacquart (1686-1736),
- Joseph Gilles el Provenzal (1679-1749).

## Obras
La luz suave, los colores frescos, la facilidad en la composición y en su forma de dibujar caracterizan su obra, lo que contribuyó al prestigio de la corte de Lorena, en la que predominan el arte barroco y el arte clásico. Trabajó en colaboración con Giacomo Barilli y Francesco Galli Bibiena para crear las decoración,  mayormente las pinturas de alegorías en los techos, de los palacios de Leopoldo, la ópera, las mansiones privadas y las iglesias de Nancy o Lunéville.
Veintisiete de sus obras están actualmente clasificadas como monumentos históricos con el título de objetos y se encuentran en distintos sitios.
- Catedral de la Anunciación (Nancy): Los pobres atendidos por San Sigisberto; La coronación de San Sigisberto; Cristo en casa de Marta y María; la Flagelación (tabla 225 x 175).
- Iglesia de la Abadía de Hauvillers: San Nivard dando los planos del monasterio de Hautvillers (cuadro 315 x 425) de 1715; San Benito conversando con su hermana Santa Escolástica (tabla 315 x 425) de 1715; San Pedro curando a un paralítico (cuadro 315 x 425) de 1715.
- Capilla de los Cordeliers en Nancy: San Carlos Borromeo (cuadro, marco 400 x 255); El encuentro de Eliezer, Las bodas de Isaac (2 cuadros).
- Iglesia de San Nicolás de Nancy: Cristo y San Pedro (lienzo 400 x 255 restaurado); Predicación de San Francisco Javier (lienzo 2600 x 160); Los peregrinos de Emaús (lienzo 230 x 120); La comida en casa de Simón el fariseo (lienzo 230 x 120); El Sacramento del Orden (lienzo 230 x 120) hacia 1700.
- Catedral de Saint-Étienne de Toul: Se le atribuyen San Pablo, San León IX obispo de Toul como papa sentado, San Jerónimo, San Gregorio, San Agustín, San José y San Pedro portando las llaves, siete cuadros que decoran el coro.
- Iglesia de San Bartolomé de Vauhallan: Se le atribuyen la Anunciación, la Visitación y la Adoración de los pastores, cuadros de 80 x 110.

## Algunas de sus obras

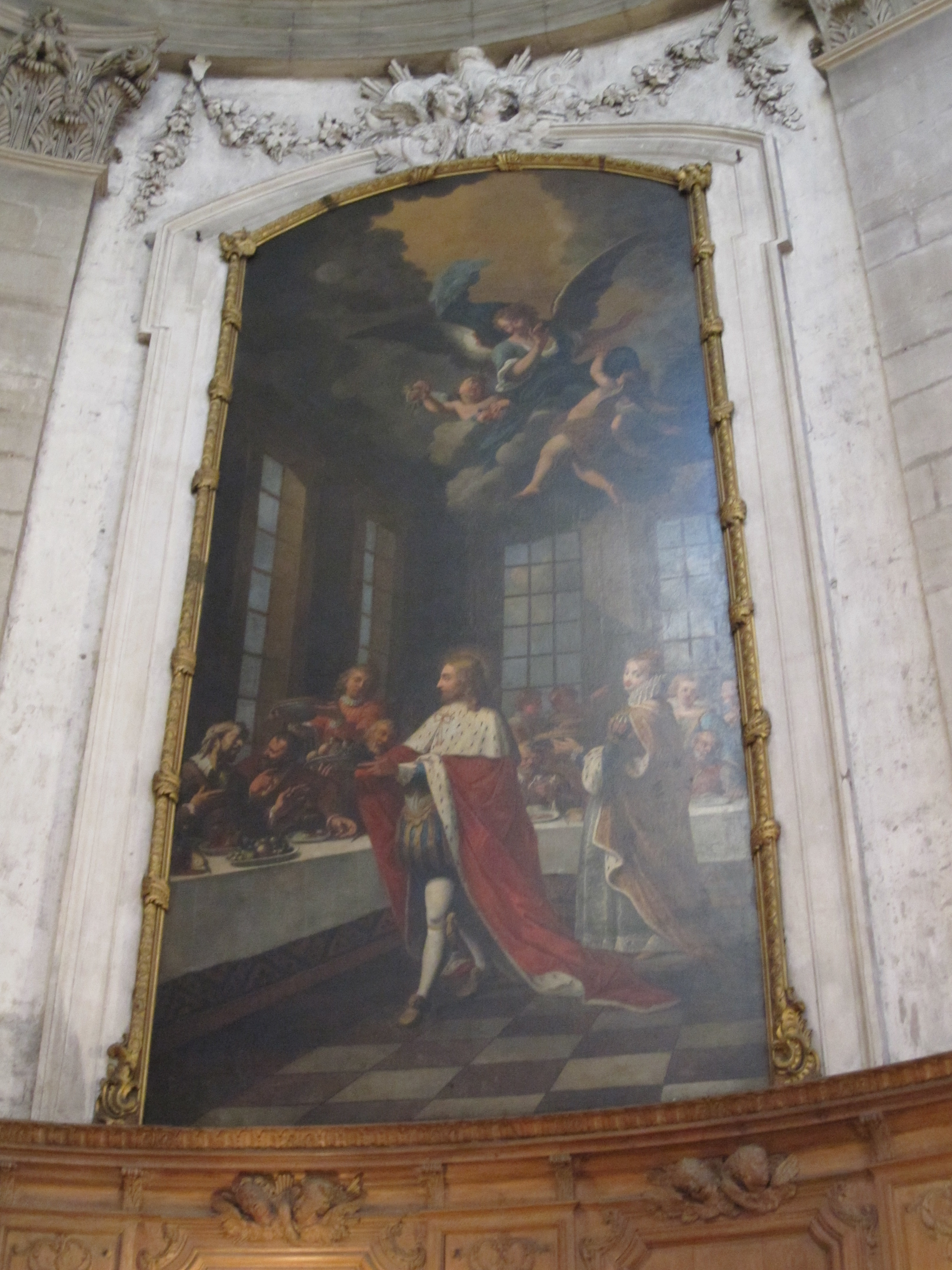
San Sigisberto Los pobres atendidos por San Sigisberto;, Catedral de Nancy
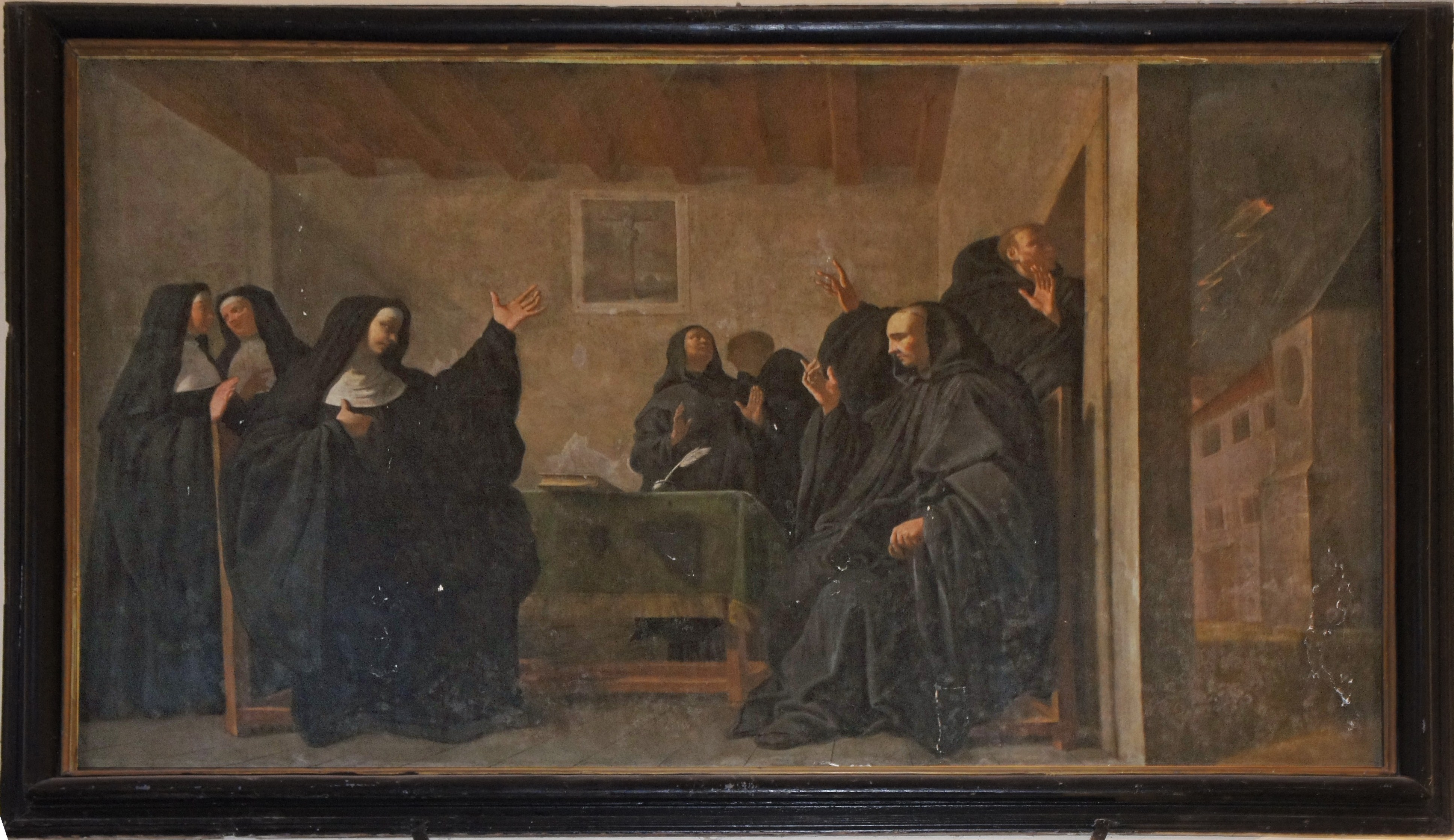
San Benito conversando con su hermana, Escolástica de Nursia, Abadía de San Pedro de Hautvillers
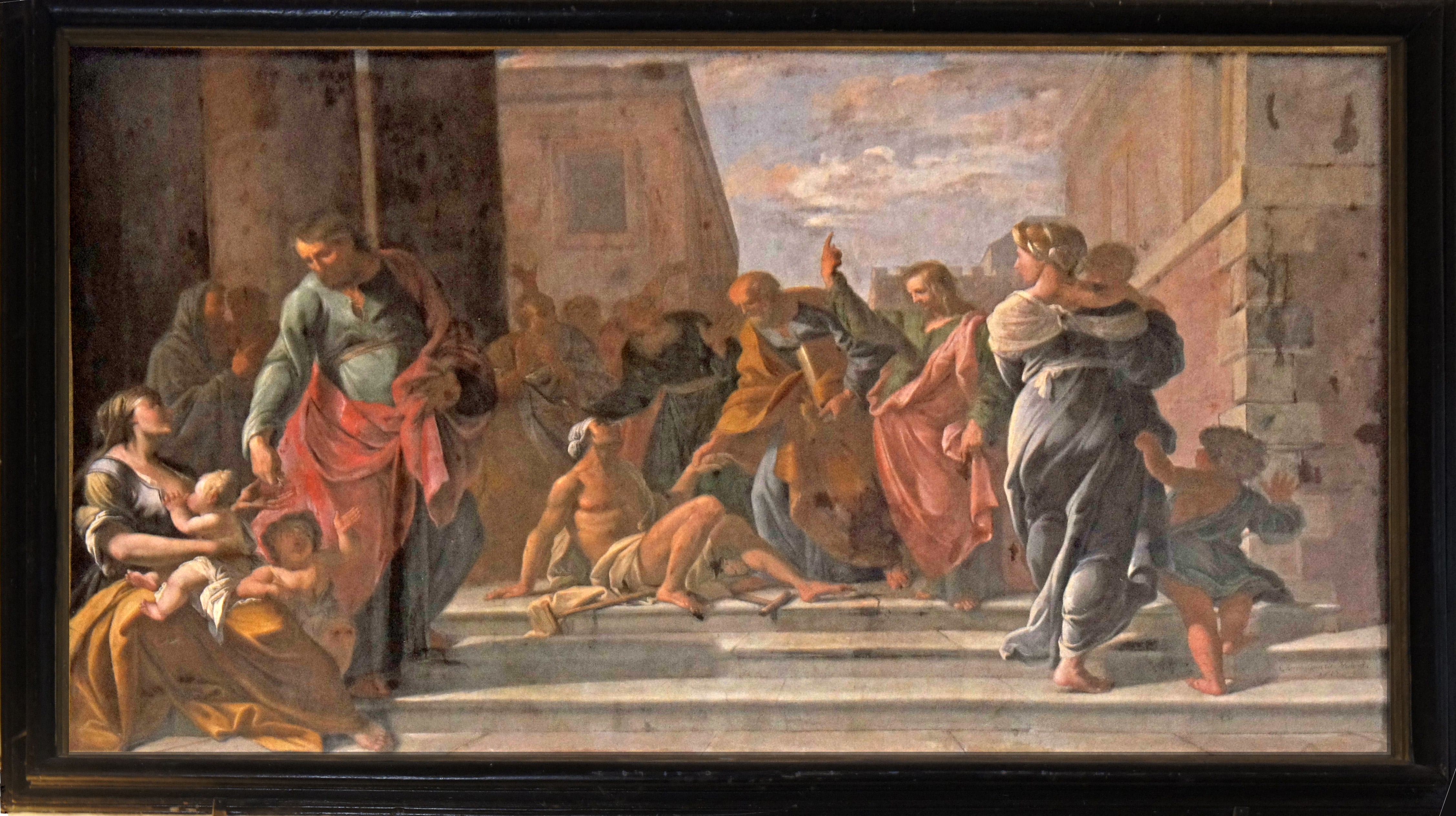
San Pedro curando al paralítico, Abadía de San Pedro de Hautvillers,
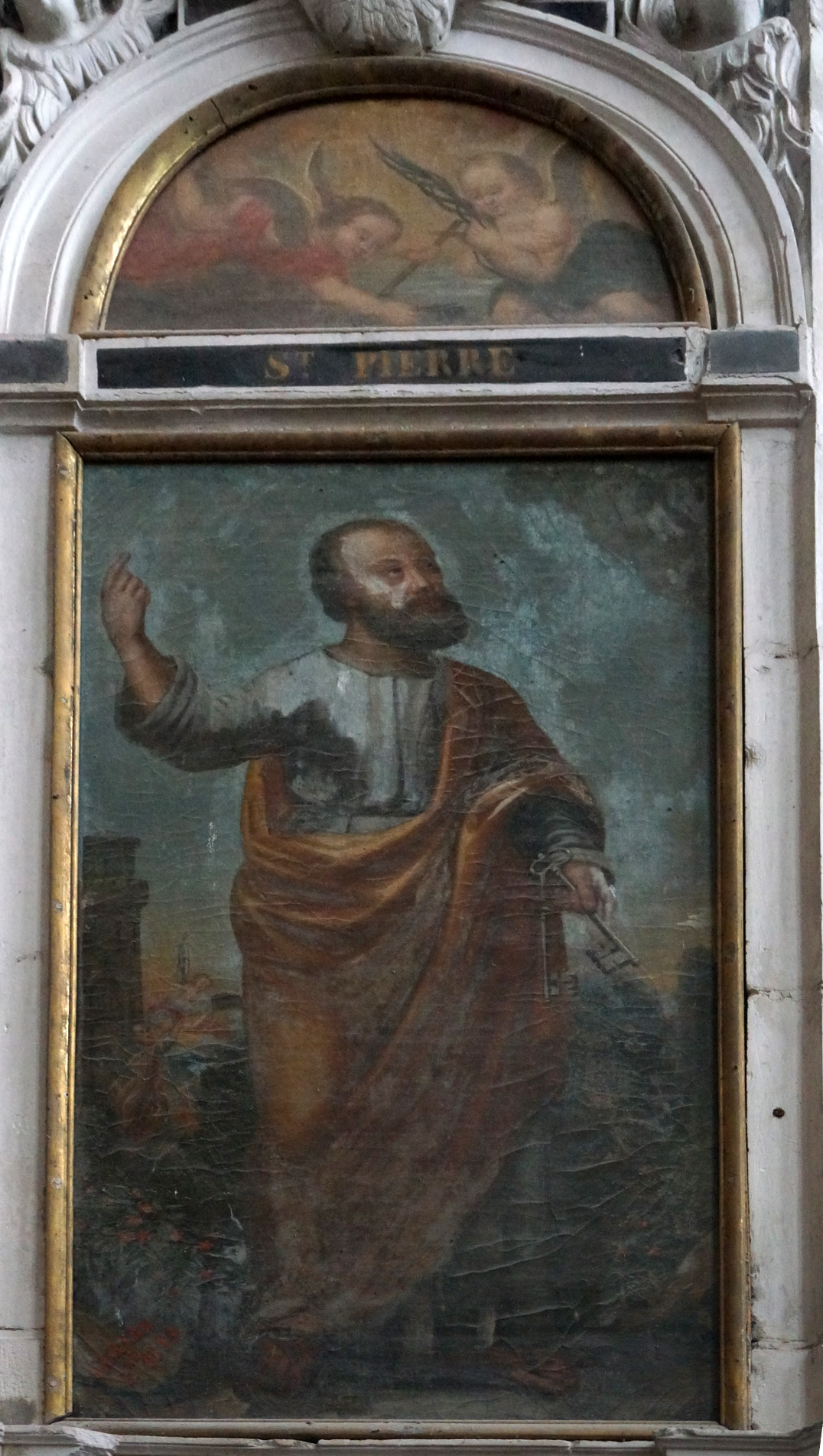
San Pedro, Catedral de Toul